# Moglie di Asdrubale coi figli
La Moglie di Asdrubale coi figli è un dipinto tempera su tavola (47,3x30,6 cm) di Ercole de' Roberti, databile al 1490-1493 circa e conservato nella National Gallery of Art di Washington.

## Storia
Il dipinto fa parte con Bruto e Porzia e Lucrezia di una serie di donne famose dell'antichità commissionate probabilmente da Eleonora d'Aragona, moglie di Ercole I d'Este. Gli ideali di queste eroine infatti ben si addicevano al motto del padre di Eleonora, il potente re Ferrante di Napoli: "Preferisco la morte al disonore".
Il dipinto arrivò nel museo nel 1965.

## Descrizione e stile
Il soggetto del dipinto è piuttosto raro e deriverebbe dagli Atti e detti memorabili degli antichi romani di Valerio Massimo. Durante la Battaglia di Cartagine (146 a.C.), Scipione, per risparmiare alle sue truppe la guerriglia dentro la città, emanò un bando che prometteva salva la vita a chi si arrendeva e usciva disarmato dall'acropoli. Accettarono la sconfitta circa 50.000 persone fra cui il capo: Asdrubale. Dalle mura della cittadella la moglie di Asdrubale, fra sanguinose ingiurie e maledizioni al marito, gridò una preghiera a Scipione di punire il codardo, salì al tempio incendiato, sgozzò i figli e, come l'antica regina Didone, si lanciò fra le fiamme.
Il tema è quello della resistenza alla tirannia o alla sottomissione anche perdendo la propria vita ma mantenendo il proprio onore.
La scena è ambientata davanti a un telo rosso appeso a una pertica, che imita le opere di Giovanni Bellini, con un uso elegantissimo del colore brillante. Tipici dello stile dell'artista sono la forte caratterizzazione delle espressioni e dei movimenti concitati, che compongono il gruppo della donna e dei due figli, tenuti per la mano mentre si contorcono tra le rovine della città.